# Great Bear Lake
Het Great Bear Lake of ook wel Groot Berenmeer (soms ook wel Great Bearmeer; Sahtu) is het grootste meer in de Canadese Northwest Territories en het 4e van Noord-Amerika. Het meer ligt binnen de poolcirkel tussen 65 en 67 graden noorderbreedte en tussen 118 en 125 graden westerlengte op 186 meter boven zeeniveau.
Het meer is groter dan België, het heeft een oppervlakte van 31.153 km² en herbergt een hoeveelheid water van 2236 km³. De grootste diepte is 446 meter en de gemiddelde diepte is 72 meter. De kustlijn van het meer bedraagt 2719 kilometer.
Het meer ontstond in de ijstijd door de schurende werking van gletsjers die van de Noord-Amerikaanse landijskap via rivierdalen afdaalden; het is een zogeheten piedmont-meer, waarin water achter een drempel van eindmorenes bleef staan nadat de gletsjer was afgesmolten. In zijn vormingswijze lijkt het meer dus op het Great Slave Lake en vele kleinere meren tussen de beide in. 
De omgeving is heuvelachtig: de zuidoever draagt naaldbos, noordwaarts strekt zich de toendra uit. Het ecosysteem in het meer is ongerept natuurlijk, al komen hier, in zulk koud water, veel minder vissoorten voor dan in meren op gematigde breedten. 
Op de oevers is Port Radium de enige nederzetting, genoemd naar het radioactieve element dat hier in de Tweede Wereldoorlog werd gedolven en verscheept, om er de eerste atoombommen van te maken. 
Great Bear Lake ontvangt zijn water uit de Whitefish, die in de noordwestelijke arm binnenkomt, en uit talrijke andere, kleinere rivieren. De uitwatering vindt plaats via de Great Bearrivier aan de westzijde, die via de Mackenzie in open verbinding staat met de oceaan.

## Klimaat
Great Bear Lake ligt in de poolcirkel en heeft een poolklimaat.
Tussen 1950 en 1974 zijn deze gegevens verzameld in Port Radium:
| Maand     | Temperatuur in °C | Neerslag in millimeters | Zonneschijn in uren |
| --------- | ----------------- | ----------------------- | ------------------- |
| Jan       | –27,0             | 11                      | 0,19                |
| Feb       | –27,0             | 8                       | 1,82                |
| Maa       | –19,1             | 14                      | 7,57                |
| Apr       | –10,7             | 6                       | 16,03               |
| Mei       | +1,2              | 14                      | 21,76               |
| Jun       | +9,0              | 14                      | 23,16               |
| Jul       | +12,0             | 35                      | 18,54               |
| Aug       | +10,6             | 43                      | 11,97               |
| Sep       | +5,3              | 25                      | 6,20                |
| Okt       | –3,2              | 27                      | 2,85                |
| Nov       | –14,8             | 25                      | 0,39                |
| Dec       | –23,0             | 14                      | 0,00                |
| Gemiddeld | –7,2              |                         | 10                  |
| Totaal    |                   | 236                     |                     |